# 빔베리산
빔베리산은 오스트레일리아 수도 준주의 산이다. 뉴사우스웨일스주(NSW)와 수도 준주(ACT)의 경계선에 놓여 있다. NSW 구역은 카지어스코(Kosciuszko) 국립 공원에, ACT 구역은 나마지(Namadgi) 국립 공원에 속해 있다.